# 하이럼 셔먼

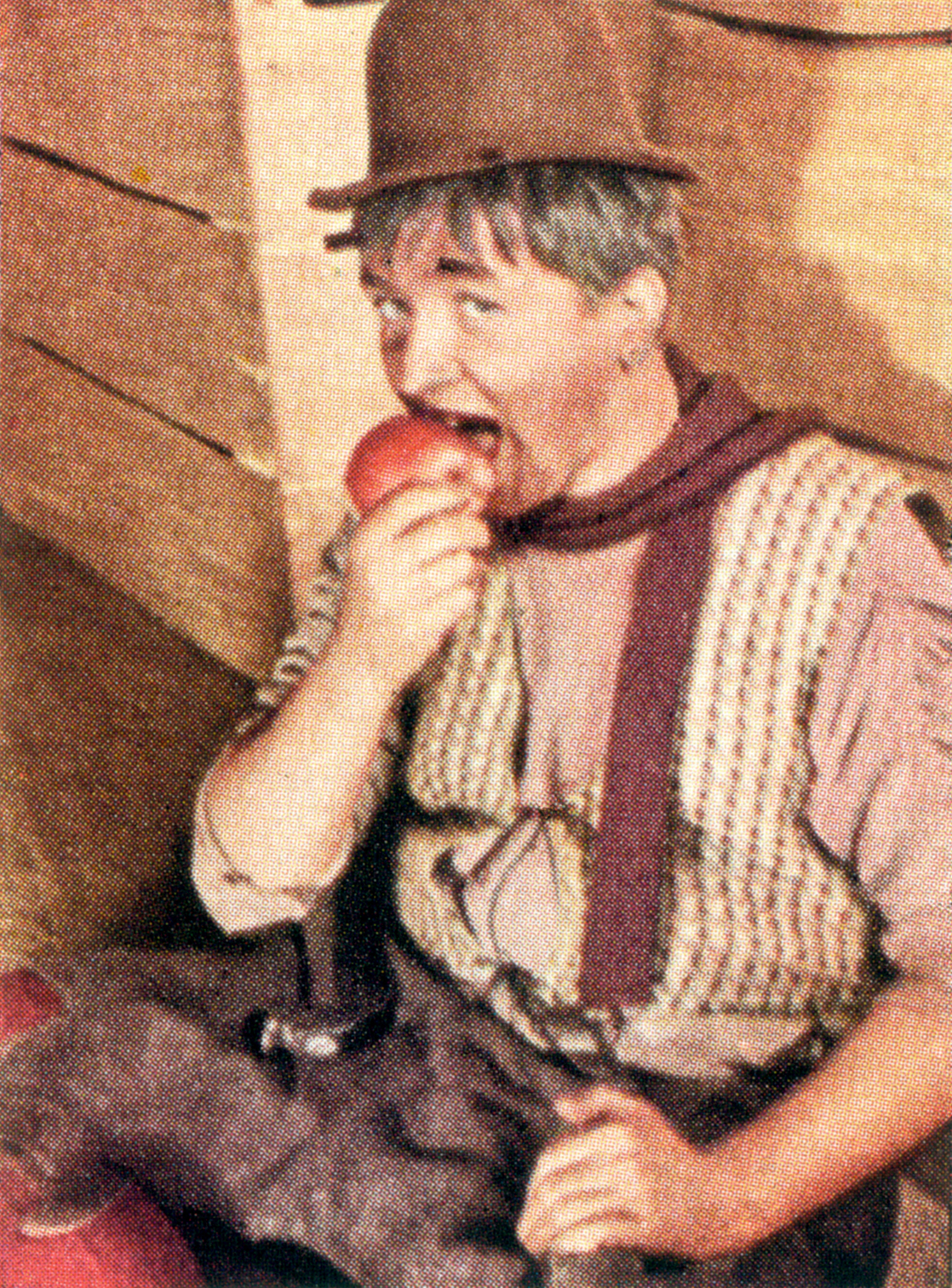

하이럼 셔먼(영어: Hiram Sherman, 1908년 2월 11일 ~ 1989년 4월 11일)은 미국의 배우이다.
보스턴에서 태어났으며 스프링필드에서 사망하였다. 사인은 뇌졸중이다.

## 영화
- 솔리드 골드 캐딜락 (1956년)
- 팡팡 튤립 (1952년)
- 스튜디오 원 (1948년)